# 黒川博行
黒川 博行（くろかわ ひろゆき、1949年3月4日 -）は、日本の小説家・推理作家。愛媛県今治市生まれ。大阪府羽曳野市在住（2014年時点）。京都市立芸術大学美術学部彫刻科卒業。妻は日本画家の黒川雅子。

## 来歴
1949年、愛媛県今治市に生まれる。6歳の頃 に大阪に移り住んだため、「大阪人」を自認している。中学校の後輩には柴崎友香がおり、後にそれぞれ直木賞と芥川賞を同日に受賞することとなる。大阪府立泉尾高等学校卒業後、京都市立芸術大学美術学部彫刻科に学び、同学部の日本画科に通っていた妻・雅子と23歳で学生結婚する。
大学卒業後、ダイエーに入社するが会社勤めは性に合わず、妻が中学教師になっていたこともあり教員免許を取得、1977年から大阪府立東淀川高等学校に美術教師として勤める。
暇つぶしのつもりで小説に手を染め、1983年、『二度のお別れ』が第1回サントリーミステリー大賞佳作に選ばれ、翌年同作で小説家デビュー。佳作の次は大賞が獲りたいとより熱心に小説に打ち込むようになり、1986年に『キャッツアイころがった』で第4回サントリーミステリー大賞受賞。この時選考委員を務めていた田辺聖子について「恩人である」と述べている。ほどなくして二足のわらじ生活が辛くなり、1987年に教師の職を辞して作家専業となる。
その後は軽妙な大阪弁が特徴の警察小説やハードボイルド小説で好評を博し、1996年に「カウント・プラン」で第49回日本推理作家協会賞を受賞するなど作家としての地位を固める。一方で、吉川英治文学新人賞や直木賞の候補に再三挙げられるも落選が続く。特に2001年の第126回直木賞では、北朝鮮を舞台とする異色の力作『国境』が多くの選考委員の支持を集めるも「残念、あと一息」 で受賞を逃し、半月の間仕事が手につかなくなるほどのショックを受ける。
2004年、大阪府警シリーズを原作とし、舞台を神奈川県に移した2時間ドラマ「刑事吉永誠一 涙の事件簿」シリーズが、船越英一郎主演によりテレビ東京系『水曜ミステリー9』でスタート。水曜ミステリー9史上最高の視聴率を記録する人気作となり、後に連続ドラマ化されている。2011年には『週刊現代』の記事に名誉を傷つけられたとして訴訟を起こし、勝訴している（後述）。
2014年、『破門』で7年ぶりに候補になった第151回直木賞を受賞。選考委員の伊集院静は「圧倒的な支持だった。忍耐力と小説家の魂を作品以外のところで評価した選者がいた」と述べた。候補になること6回目、初めて候補になってから実に18年を経ての栄冠であった。自身落選の経験が多いことから、受賞会見の場では他の候補者を気遣うような発言もあった。「もう候補にならないのが一番ありがたい」とも述べている。

## 人物
- 「他に楽しみがない」[6] と語るほどのギャンブル好きであり、妻との馴れ初めも「行きつけの雀荘で出会って意気投合した」というものである[8]。若い頃には阿佐田哲也に何かと世話を焼いてもらったという[6]。直木賞受賞の報も雀荘で受け、受賞会見で賞金の使い途を尋ねられると「マカオに行こうと思ってます」と発言し、会場を沸かせた[6]。
- 同じ大阪出身の推理作家で、デビューした時期も近い東野圭吾とは親交が深く、直木賞受賞の際は選考委員を務めていた東野との「受賞記念対談」が『オール讀物』に掲載された。藤原伊織の存命中は彼も交えて酒を飲むことも多かったという[15]。東野は自作解説で自らを「良い教師に恵まれず、教師嫌いである」とした後、「親しくしていただいている作家の黒川博行さんは、かつて高校の美術の先生だった。なるほどこういう人が担任だったりしたら、大人不信になることもないのかなと思う」と黒川の人柄に触れている[16]。
- 「エンターテイメントだからこそリアリティが必要」という考えから、時間をかけて入念な取材を行う[2]。「1時間に原稿用紙1枚しか書けない」[6] と自認する遅筆もあって、作品の刊行ペースはあまり速くない。一方で取材そのものは好きではなく、作品で大阪弁を多用するのも「これしか書けないから」としている[2]。
- 映画鑑賞が趣味で、年間150本ほど観るという[17]。また、自著の映像化作品には毎回のように出演している[17]。疫病神シリーズの主人公コンビは任侠映画「悪名」がモチーフとなっている[2]。

## 文学賞受賞・候補歴
太字が受賞したもの
- 1983年 - 『二度のお別れ』で第1回サントリーミステリー大賞佳作
- 1984年 - 『雨に殺せば』で第2回サントリーミステリー大賞佳作
- 1986年 - 『キャッツアイころがった』で第4回サントリーミステリー大賞
- 1988年 - 「河豚の記憶」で第41回日本推理作家協会賞（短編および連作短編集部門）候補
- 1992年 - 『封印』で第14回吉川英治文学新人賞候補
- 1996年 - 『カウント・プラン』で第49回日本推理作家協会賞（短編および連作短編集部門）
- 1996年 - 『カウント・プラン』で第116回直木三十五賞候補
- 1997年 - 『疫病神』で第19回吉川英治文学新人賞候補、第117回直木三十五賞候補
- 1999年 - 『文福茶釜』で第121回直木三十五賞候補
- 2001年 - 『国境』で第126回直木三十五賞候補
- 2007年 - 『悪果』で第138回直木三十五賞候補
- 2014年 - 『破門』で第151回直木三十五賞
- 2020年 - 第24回日本ミステリー文学大賞
- 2024年 - 『悪逆』で第58回吉川英治文学賞[18]

## ミステリ・ランキング

### 週刊文春ミステリーベスト10
- 1986年 - 『キャッツアイころがった』3位
- 1999年 - 『文福茶釜』27位
- 2001年 - 『国境』12位

### このミステリーがすごい!
- 1998年 - 『疫病神』13位
- 2008年 - 『悪果』14位
- 2015年 - 『破門』8位

## 週刊現代による名誉毀損
2011年11月10日、20回にわたる週刊現代の連載記事でグリコ・森永事件の真犯人として扱われたとして、名誉毀損とプライバシー侵害を理由に、出版元の講談社と週刊現代編集長、および筆者のジャーナリスト岩瀬達哉に損害賠償などを求め、東京地裁に提訴した。
2011年12月、愛知県警警部脅迫事件をきっかけとして愛知県警の捜査員らの住民票や戸籍謄本が、東京都内の司法書士らのグループによって不正取得される事件が発覚したが、その中に黒川の住民票も含まれていた。黒川は前述の週刊現代の記事の中で居住地などを詳細に記載されていたことから不審に感じたという。
2013年8月30日、東京地裁は講談社と当時の編集長、および執筆者の岩瀬達哉に、計583万円の支払いを命じた。その後に二審の東京高裁でも黒川が勝訴、講談社側は最高裁判所に上告したが、2014年11月11日に最高裁判所が下級審判決を支持して講談社側の上告を棄却する決定を下した。これにより黒川の勝訴が確定した。提訴時点で講談社は6冊の黒川の著書を刊行している、親密な版元の一つであったが、妥協することなく裁判へ持ち込み、残存していた文庫化契約はすべて他社へ移された。

## 作品リスト

### 小説

#### 大阪府警シリーズ
- 二度のお別れ（1984年9月 文藝春秋 / 1987年6月 文春文庫 / 2003年9月 創元推理文庫 / 2017年10月 角川文庫）
- 雨に殺せば（1985年6月 文藝春秋 / 1988年5月 文春文庫 / 2003年11月 創元推理文庫 / 2018年4月 角川文庫）
- 海の稜線（1987年4月 講談社 / 1990年7月 講談社文庫 / 2004年3月 創元推理文庫 / 2019年10月 角川文庫）
- 八号古墳に消えて（1988年9月 文藝春秋 / 2004年1月 創元推理文庫 / 2021年10月 角川文庫）
- 切断（1989年2月 新潮社 / 1994年7月 新潮文庫 / 2004年11月 創元推理文庫 / 2018年10月 角川文庫）
- ドアの向こうに（1989年5月 講談社 / 1993年1月 講談社文庫 / 2004年7月 創元推理文庫 / 2020年10月 角川文庫）
- 絵が殺した（1990年6月 徳間書店 / 1994年3月 徳間文庫 / 2004年9月 創元推理文庫 / 2021年4月 角川文庫）
- アニーの冷たい朝（1990年11月 講談社 / 1993年10月 講談社文庫 / 2005年1月 創元推理文庫 / 2020年4月 角川文庫）
- てとろどときしん 大阪府警・捜査一課事件報告書（1991年10月 講談社 / 2003年6月 講談社文庫 / 2014年9月 角川文庫）
  - 収録作品：てとろどときしん / 指輪が言った / 飛び降りた男 / 帰り道は遠かった / 爪の垢、赤い / ドリーム・ボート

#### 疫病神シリーズ
- 疫病神（1997年3月 新潮社 / 2000年1月 新潮文庫 / 2014年12月 角川文庫）
- 国境（2001年11月 講談社 / 2003年10月 講談社文庫 / 2014年12月 文春文庫【上・下】）
- 暗礁（2005年10月 幻冬舎 / 2007年10月 幻冬舎文庫【上・下】）
- 螻蛄（2009年7月 新潮社 / 2012年1月 新潮文庫 / 2015年11月 角川文庫）
- 破門（2014年2月 KADOKAWA / 2016年11月 角川文庫）
- 喧嘩（2016年12月 KADOKAWA / 2019年4月 角川文庫）
- 泥濘（2018年6月 文藝春秋 / 2021年6月 文春文庫）

#### 堀内・伊達シリーズ
- 悪果（2007年9月 角川書店 / 2010年9月 角川文庫）
- 繚乱（2012年11月 毎日新聞社 / 2016年3月 角川文庫）
- 果鋭（2017年3月 幻冬舎 / 2019年10月 幻冬舎文庫）
- 熔果（2021年11月 新潮社）

#### その他
- 暗闇のセレナーデ（1985年8月 徳間書店 / 1988年11月 徳間文庫 / 2006年3月 創元推理文庫 / 2022年10月 角川文庫）
- キャッツアイころがった（1986年8月 文藝春秋 / 1989年9月 文春文庫 / 2005年6月 創元推理文庫 / 2022年4月 角川文庫）
- 大博打（1991年12月 日本経済新聞社 / 1998年3月 新潮文庫）
- 封印（1992年12月 文藝春秋 / 1996年8月 文春文庫）
- 迅雷（1995年5月 双葉社 / 1998年5月 双葉文庫 / 2005年5月 文春文庫）
- カウント・プラン（1996年11月 文藝春秋 / 2000年4月 文春文庫 / 2013年6月 埼玉福祉会【上・下】）
- 麻雀放蕩記（1997年6月 双葉社 / 2000年6月 双葉文庫 / 2016年1月 ポプラ文庫）
- 燻り（1998年9月 講談社 / 2002年4月 講談社文庫 / 2016年9月 角川文庫）
- 文福茶釜（1999年5月 文藝春秋 / 2002年5月 文春文庫）
- 左手首（2002年3月 新潮社 / 2005年1月 新潮文庫）
- 蒼煌（2004年11月 文藝春秋 / 2007年11月 文春文庫）
- 蜘蛛の糸（2008年6月 光文社 / 2011年2月 光文社文庫）
- 煙霞（2009年1月 文藝春秋 / 2011年7月 文春文庫）
- 落英（2012年3月 幻冬舎 / 2015年10月 幻冬舎文庫【上・下】）
- 離れ折紙（2013年8月 文藝春秋 / 2015年11月 文春文庫）
- 後妻業（2014年8月 文藝春秋 / 2016年6月 文春文庫）
- 勁草（2015年6月 徳間書店 / 2017年12月 徳間文庫）
- 桃源（2019年11月 集英社 / 2022年9月 集英社文庫）
- 騙る（2020年12月 文藝春秋 / 2023年12月 文春文庫）
- 連鎖（2022年11月 中央公論新社）
- 悪逆（2023年10月 朝日新聞出版）

#### アンソロジー
「」内が黒川博行の作品
- 推理小説代表作選集 1988年版（1988年5月 講談社）「河豚の記憶」
  - 【改題・再編集】頭脳明晰、特技殺人 ミステリー傑作選24（1993年4月 講談社文庫）
- 孤愁（1994年12月 角川書店）「黒い白髪」
- 現場不在証明（アリバイ）（1995年8月 角川文庫）「飛び降りた男」
- 賭博師たち（1995年7月 角川書店 / 1997年11月 角川文庫）「いたまえあなごすし」
- 推理小説代表作選集 1996年版（1996年6月 講談社）「カウント・プラン」
  - 【改題・再編集】殺ったのは誰だ?! ミステリー傑作選36（1999年11月 講談社文庫）
- 最新「珠玉推理」大全 中（1998年9月 光文社カッパ・ノベルス）「左手首」
  - 【改題】怪しい舞踏会（2002年5月 光文社文庫）
- 輝きの一瞬（1999年1月 講談社文庫）「燻り」
- ザ・ベストミステリーズ 1999 推理小説年鑑（1999年6月 講談社）「永遠縹渺」
  - 【分冊・改題】密室＋アリバイ＝真犯人 ミステリー傑作選40（2002年2月 講談社文庫）
- マイ・ベスト・ミステリー2（2007年8月 文春文庫）「カウント・プラン」
- ミステリーの書き方（2010年11月 幻冬舎 / 2015年10月 幻冬舎文庫）※執筆作法「セリフの書き方」
- 日本推理作家協会賞受賞作家 傑作短編集 7 刑事の矜持（2018年6月 双葉文庫）「帰り道は遠かった」
- ベスト・エッセイ2018（2018年6月 光村図書出版）※エッセイアンソロジー「持たない3点セット」
- 美術ミステリーアンソロジー 歪んだ名画（2021年1月 朝日文庫）「老松ぼっくり」
- 矜持 警察小説傑作選（2021年1月 PHP文芸文庫）「帰り道は遠かった」
- 刑事という生き方 警察小説アンソロジー（2021年3月 朝日文庫）「飛び降りた男」

### エッセイ
- よめはんの人類学（1998年7月 ブレーンセンター）
- ぎゃんぶる考現学 麻雀放蕩記（2003年10月 徳間書店）
- 大阪ばかぼんど ハードボイルド作家のぐうたら日記（2008年3月 幻冬舎 / 2011年4月 幻冬舎文庫）
- 大阪ばかぼんど 夫婦萬歳（2008年10月 幻冬舎文庫）

### 共著
- 棋翁戦てんまつ記（1995年3月 集英社 / 2018年3月 集英社文庫）
  - 逢坂剛、大沢在昌、北方謙三、志水辰夫、船戸与一、宮部みゆき、夢枕獏

### 漫画原作
- 疫病神（2009年9月 芳文社コミックス、作画：伊織鷹治）

## 映像化作品

### テレビドラマ
NHK
- 銀河テレビ小説
  - 二度のお別れ（1985年3月4日 - 3月22日、全15話、主演：もんたよしのり）
  - 暗闇のセレナーデ（1985年9月9日 - 10月4日、全20話、主演：原田美枝子）

ABCテレビ系
- サントリーミステリースペシャル
  - 猫目石ころがった（1986年11月28日、主演：古谷一行、原作：キャッツアイころがった）

テレビ朝日系
- 土曜ワイド劇場
  - 幻の船連続殺人（1988年3月19日、主演：三浦友和、原作：海の稜線）
  - 古代舞の女（1988年6月18日、主演：古谷一行、原作：八号古墳に消えて）
  - 京おとこ京おんな連続怪死事件（1991年4月20日、主演：坂口良子、原作：ドアの向こうに）

テレビ東京系
- 水曜ミステリー9
  - 警視庁黒豆コンビ（主演：大地康雄）
    - 二度のお別れ〜夫の命は一億円（2005年7月10日、原作：二度のお別れ）
    - 蒼い霧（2006年1月29日、原作：八号古墳に消えて）
    - 海に消えた欲望（2007年2月4日、原作：海の稜線）
    - 虚飾の塔・覗かれたセレブ妻の秘密（2007年10月7日、原作：帰り道は遠かった）

- 女と愛とミステリー・水曜ミステリー9
  - 刑事吉永誠一 涙の事件簿（主演：船越英一郎）
    - 絵が殺した女（2004年5月26日、原作：絵が殺した）
    - 帰れない遺骨（2004年12月15日、原作：ドアの向こうに）
    - 一億円の幸せ（2005年11月16日、原作：雨に殺せば）
    - いちばん大切な死体（2006年8月9日、原作：暗闇のセレナーデ）
    - 約束の指切り（2007年1月24日、原作：切断）
    - 黒い白髪（2007年8月22日、原作：黒い白髪）
    - 不幸を呼ぶ宝石（2008年10月1日、原作：キャッツアイころがった）
    - 虹が消えた交差点（2011年10月12日、原作：アニーの冷たい朝）
    - 迷い骨（2012年6月20日、原作：迷い骨）
    - 沈黙の宴（2012年10月17日、原作：てとろどときしん）
    - 赤い遺産（2013年4月3日、原作：爪の垢、赤い）
    - 親しい敵（2013年10月2日、原作：うろこ落し）

- 金曜8時のドラマ
  - 刑事吉永誠一 涙の事件簿（主演：船越英一郎）
    - season1（2013年10月11日 - 12月13日、全9話）
    - season2（2014年10月17日 - 12月12日、全9話）

BSスカパー!
- 破門（疫病神シリーズ）（2015年1月9日 - 3月6日、全8話、主演：北村一輝・濱田岳）
- 螻蛄（疫病神シリーズ）（2016年2月19日 - 3月18日、全5話、主演：北村一輝・濱田岳） - 黒川も喫茶店のマスター役で出演

WOWOW
- 煙霞 〜Gold Rush〜（2015年7月18日 - 8月8日、全4話、主演：森山未來）

関西テレビ
- 後妻業（2019年1月22日 - 3月19日、全9話、主演：木村佳乃） - 黒川も出演

### 映画
- 迅雷 組長の身代金（1996年6月22日公開、配給：東映ビデオ、監督：高橋伴明、主演：仲村トオル、原作：『迅雷』）
- WiLd LIFe jump into the dark（1997年4月5日公開、配給：ビターズ・エンド、監督：青山真治、主演：豊原功補）
- 後妻業の女（2016年8月27日公開、配給：東宝、監督：鶴橋康夫、主演：大竹しのぶ）[25] - 自身も親族役で出演[17]
- 破門 ふたりのヤクビョーガミ（2017年1月28日公開、配給：松竹、監督：小林聖太郎、主演：佐々木蔵之介・横山裕）
- 文福茶釜（2018年10月20日公開、配給：KATSU-do、監督：大畑拓也、主演：駿河太郎）[26]
- BAD LANDS バッド・ランズ（2023年9月29日公開、配給：東映 / ソニー・ピクチャーズエンタテインメント、監督：原田眞人、主演：安藤サクラ、原作：勁草）[27]

## 出演

### 舞台
- なにげに文士劇2024 旗揚げ公演『放課後』（2024年11月16日、サンケイホールブリーゼ） - 村橋 役[28]